# Amaxia elongata
Amaxia elongata är en fjärilsart som beskrevs av De Toulgoët 1987. Amaxia elongata ingår i släktet Amaxia och familjen björnspinnare. Inga underarter finns listade i Catalogue of Life.